# San Narciso (Zambales)
Pour les articles homonymes, voir San Narciso.
San Narciso est une ville de 4e classe située dans la province de Zambales aux Philippines. Selon le recensement de 2010 elle est peuplée de 26 966 habitants.

## Barangays
San Narciso est divisée en 17 barangays.
- Alusiis
- Beddeng
- Candelaria
- Dallipawen
- Grullo
- La Paz
- Libertad
- Namatacan
- Natividad
- Omaya
- Paite
- Patrocinio
- San Jose
- San Juan
- San Pascual
- San Rafael
- Simminublan

## Démographie
| Année | Habitants | Évolution |
| ----- | --------- | --------- |
| 1995  | 21 651    | -         |
| 2000  | 23 522    | 8,64 %    |
| 2007  | 24 856    | 5,67 %    |
| 2010  | 26 966    | 8,49 %    |